# Merobaude (poeta)
Flavio Merobaude (in latino Flavius Merobaudes; fl. 432-446) è stato un retore, poeta e generale romano di origine franca.
Fu poeta laureato ufficiale dell'imperatore Valentiniano III e del patricius Flavio Ezio.

## Biografia
Nativo della Betica (la moderna Spagna meridionale), era figlio del magister militum e due volte console Merobaude, di origine franca. Genero di Astirio, probabilmente sopravvisse alla moglie.
Nel 432 compose un panegirico per Flavio Ezio e, in cambio, nel 435 ricevette l'onore di una statua nel Foro di Traiano, la cui base, scoperta nel 1813, reca un'iscrizione che permette di sapere che era vir spectabilis e ricoprì il ruolo di comes sacri consistorii a corte, a Ravenna, la capitale imperiale dell'epoca; la dedica loda la combinazione, in lui, delle arti letterarie e di quelle militari. Questa statua era nota a Sidonio Apollinare, che la descrisse in un suo poema e fu citata dal suo contemporaneo Idazio, che nella propria Cronaca appuntò, sotto l'anno 443, le lodi di Merobaude come poeta e oratore, menzionando l'erezione di diverse statue in suo onore.
Nel 435 aveva dunque già guadagnato fama di buon comandante militare, combattendo nelle Alpi, forse in occasione delle campagne del 430 e 431 di Ezio contro Nori e Alemanni. È possibile che tra il 435 e il 439 abbia ottenuto il patriziato, conferitogli da Teodosio II, probabilmente in occasione della visita a Costantinopoli in occasione del matrimonio tra Valentiniano III e Licinia Eudossia; alternativamente fu onorato col consolato onorario. Nel tardo 438/439 era a Salona (forse di ritorno dalla sua visita a Costantinopoli), dove seppe della vittoria di Ezio sui Visigoti a Mons Colubrarius; questa vittoria, avvenuta su un popolo rivale dei Franchi, portò Merobaude a comporre un panegirico in suo onore. Il primo dei panegirici conservatisi fu declamato molto probabilmente nel 439.
Nel 443, Merobaude succedette ad Astirio come magister utriusque militiae in Hispania (e per Gallias); qui combatté contro i Bagaudi, che sconfisse in battaglia con truppe che si era portato dall'Italia. Fu poi richiamato in Italia da Valentiniano a seguito di alcuni intrighi orditi contro di lui.
Delle sue opere rimangono parti in prosa e versi dei panegirici a Ezio del 439 e 446, un poema in endecasillabi per il compleanno del figlio di Ezio, altri frammenti di poemi cortigiani e alcuni versi su Cristo (De Christo). Entrò a far parte del senato romano.